# Serra dels Tossals
Serra dels Tossals är en bergskedja i Spanien. Den ligger i den östra delen av landet, 500 km öster om huvudstaden Madrid.